# Gob.cl
Gob.cl es el sitio web oficial y el portal digital del Gobierno de Chile. Sirve como una plataforma centralizada para que los ciudadanos accedan a servicios, información y recursos gubernamentales. El sitio web es administrado por la División de Gobierno Digital del Ministerio Secretaría General de la Presidencia. Fue diseñado para promover la transparencia, eficiencia y accesibilidad en la administración pública.
El sitio web Gob.cl proporciona diversos servicios e información, como acceso a trámites y formularios oficiales, detalles sobre políticas y programas públicos, noticias y actualizaciones del gobierno de Chile, conexiones con otras entidades estatales y recursos para fomentar la participación ciudadana.
El sitio web está disponible en español y está diseñado para ser fácil de usar, con un enfoque en la accesibilidad para todos los ciudadanos, incluidos aquellos con discapacidades.

## Historia

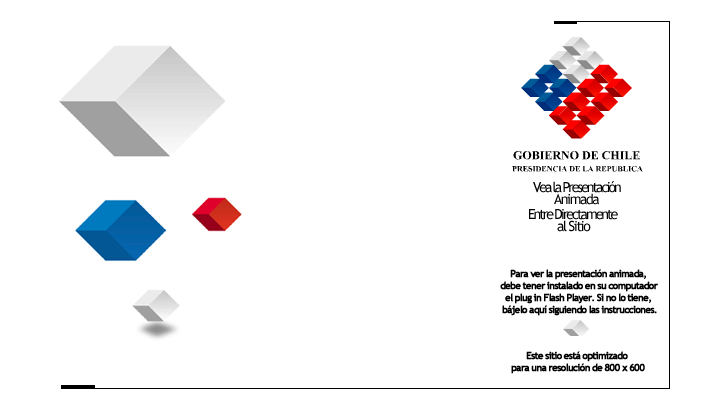
El sitio web gobiernodechile.cl en el año 2000

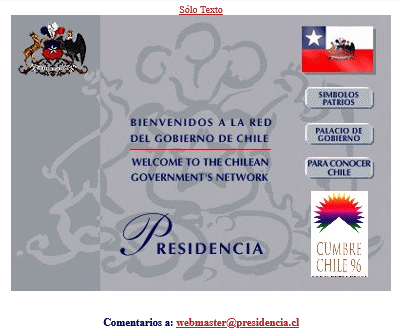
El sitio web Presidencia.cl en 1996

El sitio web del gobierno chileno fue lanzado por primera vez a fines de 1996 como Presidencia.cl. En agosto de 2000, el sitio web de la Presidencia se trasladó a GobiernodeChile.cl, mientras que se creó un sitio web para todo el gobierno en Gob.cl. Se lanzó como parte de los esfuerzos del gobierno chileno para modernizar la administración pública y mejorar el acceso a los servicios gubernamentales. En 2002 se rediseñó el sitio web del Gobierno.
A lo largo de los años, el portal ha experimentado varias actualizaciones para mejorar su funcionalidad y experiencia del usuario. En 2016, el sitio web fue rediseñado para alinearse con la estrategia de transformación digital más amplia del gobierno chileno, que tiene como objetivo agilizar los servicios públicos y promover la inclusión digital.

## Gobernanza
Gob.cl es administrado por la División de Gobierno Digital del Ministerio Secretaría General de la Presidencia. La división es responsable de supervisar el desarrollo y mantenimiento del portal, así como de implementar políticas para promover la transformación digital en todo el gobierno chileno.